# Simplocaria frigida
Simplocaria frigida là một loài bọ cánh cứng trong họ Byrrhidae. Loài này được Krogerus miêu tả khoa học năm 1921.